# Tomáš Ondrej
Tomáš "Srnka" Ondrej (* 30. října 1987, Rožňava, Československo) je slovenský automobilový závodník v rallye a závodech automobilů do vrchu. Motorsportu se začal věnovat v roce 1996. Nejprve jezdil na motokárách, kde po třech sezónách dosáhl titul mistra Slovenska a později byl i vícenásobným vicemistrem.
Rallye se začal věnovat v roce 2006. V roce 2007 získal 2. místo ve třídě N1. V roce 2008 zvítězil na Mistrovství Slovenska v rallye ve skupině F s vozidlem Mitsubishi Lancer Evolution VI. Momentálně jezdí za svůj tým Srnka Motorsport ve třídě 11.